# Bafia
Bafia (o anche Bafiā Ngitakuba o Bafia Ngitakuba) è un comune del Camerun, capoluogo del dipartimento di Mbam e Inoubou nella regione del Centro.